# Euestola
Euestola is een kevergeslacht uit de familie van de boktorren (Cerambycidae). De wetenschappelijke naam van het geslacht werd voor het eerst geldig gepubliceerd in 1943 door Breuning.

## Soorten
Euestola omvat de volgende soorten:
- Euestola basalis Martins & Galileo, 1997
- Euestola basidensepunctata Breuning, 1943
- Euestola fasciata Martins & Galileo, 1997
- Euestola lineata Martins & Galileo, 1997
- Euestola obliqua Galileo & Martins, 2004